# Districtul Suan Phueng
Suan Phueng (în thailandeză สวนผึ้ง) este un district (Amphoe) din provincia Ratchaburi, Thailanda, cu o populație de 30.252 de locuitori și o suprafață de 1.005,08 km².

## Componență
Districtul este subdivizat în 4 subdistricte (tambon), care sunt subdivizate în 37 de sate (muban).
| 1. | Suan Phueng | สวนผึ้ง   |  |
| 2. | Pa Wai      | ป่าหวาย  |  |
| 4. | Tha Khoei   | ท่าเคย   |  |
| 7. | Thanao Si   | ตะนาวศรี |  |